# Trikala (regional enhed)
Trikala (græsk: Περιφερειακή ενότητα Τρικάλων) er en regional enhed i Grækenland, der udgør den nordvestlige del af periferien Thessalien. Dens hovedstad er byen Trikala. Den regionale enhed omfatter byen Kalampaka og Meteora-klosterkomplekset.

## Geografi
Trikala grænser op til de regionale enheder Karditsa mod syd, Arta mod sydvest, Ioannina mod vest, Grevena mod nord og Larissa mod øst.
Den sydøstlige del af området ligger på den Thessaliske slette. Den skovklædte Pindus- bjergkæde dominerer den vestlige del. Den nordlige del af Trikala er også bjergrig og består af skove og golde arealer; bjergområderne her er Chasia og Antichasia . Dens største flod er Pineios, der løber mod syd og øst.

## Administration
Den regionale enhed Trikala er opdelt i 4 kommuner. Disse er (numre som på kortet i infoboksen):
- Farkadona (4)
- Meteora (2)
- Pyli (3)
- Trikala (1)

### Præfektur
Trikala blev oprettet som et præfektur (græsk: Νομός Τρικάλων) i 1882. Som en del af Kallikratis-regeringsreformen i 2011 blev den regionale enhed Trikala oprettet ud fra det tidligere præfektur Trikala. Præfekturet havde samme udstrækning som den nuværende regionale enhed. Samtidig blev kommunerne omorganiseret, ifølge nedenstående tabel.
| Ny kommune | Gamle kommuner | Sæde      |
| ---------- | -------------- | --------- |
| Farkadona  | Farkadona      | Farkadona |
| Farkadona  | Oichalia       | Farkadona |
| Farkadona  | Pelinnaioi     | Farkadona |
| Meteora    | Kalampaka      | Kalampaka |
| Meteora    | Aspropotamos   | Kalampaka |
| Meteora    | Vasiliki       | Kalampaka |
| Meteora    | Kastania       | Kalampaka |
| Meteora    | Kleino         | Kalampaka |
| Meteora    | Malakasi       | Kalampaka |
| Meteora    | Tymfaia        | Kalampaka |
| Meteora    | Chasia         | Kalampaka |
| Pyli       | Pyli           | Pyli      |
| Pyli       | Aithikes       | Pyli      |
| Pyli       | Gomfoi         | Pyli      |
| Pyli       | Myrofyllo      | Pyli      |
| Pyli       | Neraida        | Pyli      |
| Pyli       | Pialeia        | Pyli      |
| Pyli       | Pindos         | Pyli      |
| Trikala    | Trikala        | Trikala   |
| Trikala    | Estiaiotida    | Trikala   |
| Trikala    | Kallidendro    | Trikala   |
| Trikala    | Koziakas       | Trikala   |
| Trikala    | Megala Kalyvia | Trikala   |
| Trikala    | Paliokastro    | Trikala   |
| Trikala    | Paralithaioi   | Trikala   |
| Trikala    | Faloreia       | Trikala   |

## Historie
Området Trikala var relativt uklart i det antikke Thessalien, såvel som i perioderne med makedonsk, romersk og byzantinsk herredømme. Under osmannerne var Trikala kendt som "Tırhala" og blev sæde for Sanjak of Tirhala, der omfattede det meste af Thessalien, indtil slutningen af det 18. århundrede. På trods af en række oprør mod osmannisk styre forblev området under osmannisk kontrol, indtil det blev en del af det uafhængige kongerige Grækenland i 1881.
Efter annekteringen af Grækenland blev Trikala sæde for et af de to præfekturer, hvori Thessalien var delt (det andet var Larissa-præfekturet). Området blev kortvarigt besat af osmannerne igen under den græsk-tyrkiske krig i 1897, og af italienerne og tyskerne under besættelsen af Grækenland i Anden Verdenskrig. I 1947 blev den sydlige del en del af Karditsa-præfekturet .

### Landbrug
Områdets landbrug er berømt, og producerer en del af landets produktion også til eksport. Produktionen omfatter frugt og grøntsager, bomuld, oliven, kvæg og andre fødevarer.